# Mozartstraße 3 (Mönchengladbach)

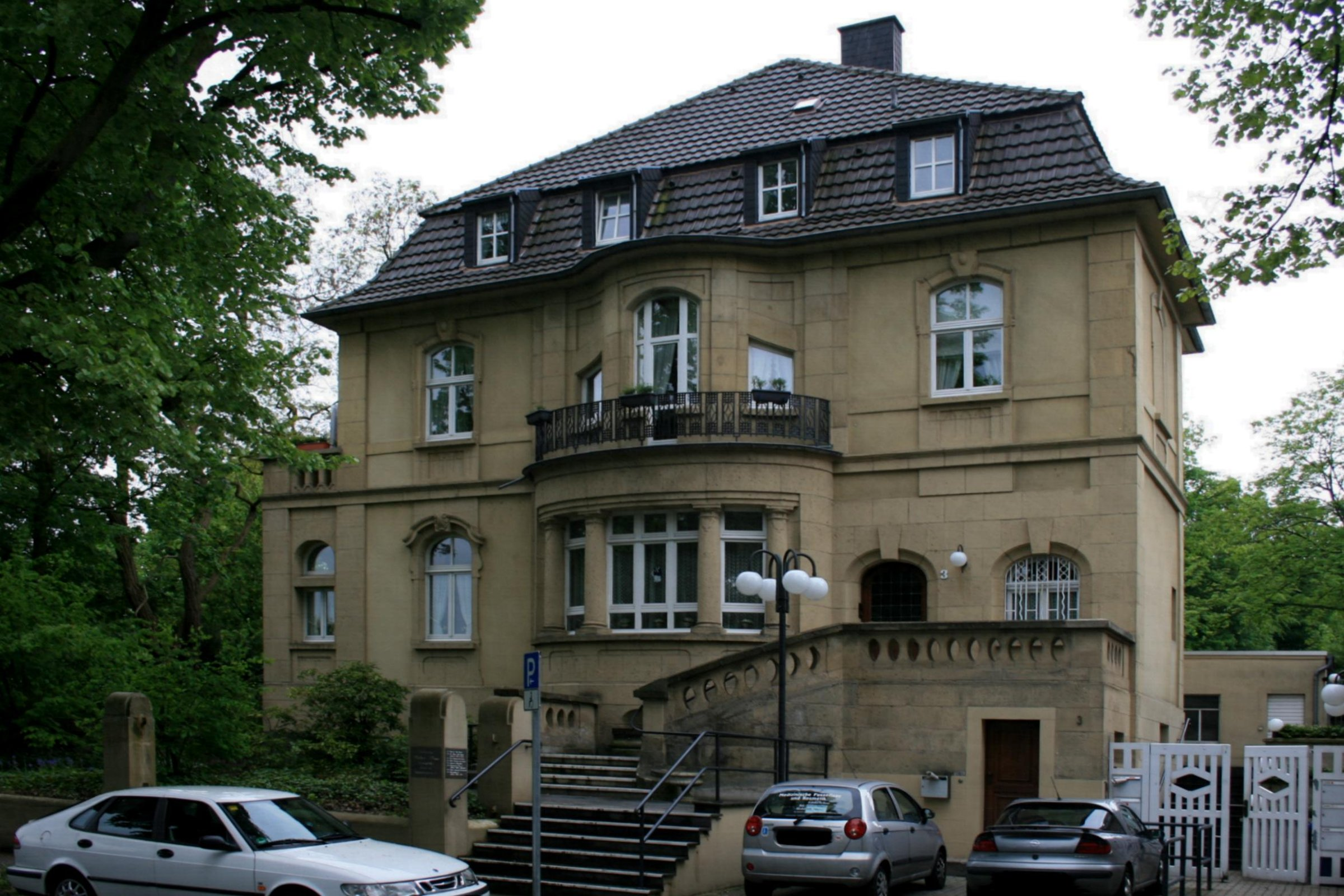
Wohnhaus (Stadtvilla), 2010

Das Wohnhaus Mozartstraße 3 steht in der nordrhein-westfälischen Stadt Mönchengladbach in Deutschland.
Das Anfang des 20. Jahrhunderts erbaute Gebäude wurde unter Nr. M 012 am 4. Dezember 1984 in die Denkmalliste der Stadt Mönchengladbach eingetragen.

## Lage
Die Stadtvilla Mozartstraße 3 liegt am Rande des Bunten Gartens als Eckbau an der Straßenführung Hohenzollernstraße.

## Architektur
Es handelt sich um eine zweigeschossige Stadtvilla mit Walmdach. Das Objekt, ein würfelförmiger Baukörper mit nach Süden angebautem Erker des Erdgeschosses und mit darüberliegendem Balkon.